# Jiřetín pod Bukovou
Jiřetín pod Bukovou é uma comuna checa localizada na região de Liberec, distrito de Jablonec nad Nisou‎.